# Neil Komadoski (Eishockeyspieler, 1951)
Neil George Komadoski (* 5. November 1951 in Winnipeg, Manitoba) ist ein ehemaliger kanadischer Eishockeyspieler, der im Verlauf seiner aktiven Karriere zwischen 1968 und 1981 unter anderem 525 Spiele für die Los Angeles Kings und St. Louis Blues in der National Hockey League (NHL) auf der Position des Verteidigers bestritten hat. Sein Sohn Neil junior war ebenfalls professioneller Eishockeyspieler in der American Hockey League (AHL) und arbeitete anschließend als Scout in der NHL.

## Karriere
Komadoski verbrachte seine Juniorenzeit zwischen 1968 und 1971 in seiner Geburtsstadt bei den Winnipeg Jets in der Western Canada Hockey League (WCHL). Dort sammelte der Verteidiger in 206 Einsätzen insgesamt 85 Scorerpunkte. Seine 39 Punkte in seiner letzten Juniorensaison bescherten ihm beim NHL Amateur Draft 1971 die Auswahl in der vierten Runde an 48. Stelle durch die Los Angeles Kings aus der National Hockey League (NHL).
Die Kings setzten den 19-Jährigen zu Beginn seiner ersten Profisaison zunächst bei den Springfield Kings in der American Hockey League (AHL) ein, jedoch gelang ihm bereits zur folgenden Spielzeit der Sprung in den Kader der LA Kings. Dort gehörte Komadoski in den folgenden fünfeinhalb Jahren zum Stammpersonal, ehe er im Januar 1978 im Tausch für ein Zweitrunden-Wahlrecht im NHL Entry Draft 1980 an die St. Louis Blues abgegeben wurde. Bei den Blues verbrachte der Abwehrspieler weitere zweieinhalb Spielzeiten, obwohl er zwischenzeitlich im NHL Expansion Draft 1979 von den Blues ungeschützt geblieben und erst in die Organisation zurückgeholt wurde als Inge Hammarström von den Edmonton Oilers ausgewählt worden war.
Komadoskis NHL-Karriere endete nach der Spielzeit 1979/80, als er von den Blues in die Central Hockey League (CHL) abgeschoben wurde. Nachdem er dort die Saison bei den Salt Lake Golden Eagles und Oklahoma City Stars verbracht hatte, beendete er im Sommer 1981 im Alter von 30 Jahren seine aktive Karriere.

## Erfolge und Auszeichnungen
- 2003 Aufnahme in die Manitoba Hockey Hall of Fame

## Karrierestatistik
(Legende zur Spielerstatistik: Sp oder GP = absolvierte Spiele; T oder G = erzielte Tore; V oder A = erzielte Assists; Pkt oder Pts = erzielte Scorerpunkte; SM oder PIM = erhaltene Strafminuten; +/− = Plus/Minus-Bilanz; PP = erzielte Überzahltore; SH = erzielte Unterzahltore; GW = erzielte Siegtore; 1 Play-downs/Relegation; Kursiv: Statistik nicht vollständig)